# Morgan Tsvangirai
Morgan Richard Tsvangirai (sinh ngày 10 tháng 3 năm 1952, mất ngày 14 tháng 2 năm 2018) chính trị gia Zimbabwe, giữ chức thủ tướng Zimbabwe từ năm 2009 đến 2013. Ông là lãnh đạo của phong trào Thay đổi vì Dân chủ - Tsvangirai (MDC-T) và là nhân vật chủ chốt trong cuộc lật đổ chính phủ của tổng thống Robert Mugabe. Tsvangirai tuyên thệ nhậm chức thủ tướng của Zimbabwe vào ngày 11 tháng 2 năm 2009.